# Model-Based Definition
Model-Based Definition (MBD) oder modellbasierte Definition ermöglicht eine vollständige digitale Definition eines Produkts innerhalb eines virtuellen 3D-CAD-Modells, das ein geometrisches, physisches Produkt beschreibt.
Im Kontext der Produktentwicklung beinhaltet ein MBD-Modell alle Angaben für Folgeprozesse und benötigt keine 2D-Zeichnung mehr.
In den ursprünglichen Standards (z. B. ASME Y14.41;MIL-STD-31000) bezeichnete Model-Based Definition die Spezifikation der Geometrie durch Form- und Lagetoleranz sowie Längen- und Winkelbemaßungen mit den zugehörigen Toleranzen.
Aktuell bezieht sich Model-Based Definition nicht nur auf die geometrische Spezifikation, sondern beschreibt auch alle anderen Festlegungen der Konstruktion, wie Materialien, Metadaten, Konstruktionsstücklisten, Simulationsvoraussetzungen, Montageschritte, technologische Anmerkungen und vieles mehr.
Jedes MBD-Produktmodell besteht aus verschiedenen Formelementen, die bestimmte Funktionen erfüllen. Diese Funktionen müssen durch eine exakte Spezifikation sichergestellt werden, wofür das Normensystem für die Geometrische Produktspezifikation, ISO-GPS, die Grundlage bildet. In den Grundsätzen der ISO-GPS DIN EN ISO 8015 ist das Sicherstellen von Funktionen ein zentrales Element. Beim Erstellen von MBD-Modellen spricht man daher vom „Funktionalen Konstruieren und Spezifizieren“.
Die einzelnen Funktionen können in modernen 3D-CAD-System in einzelnen Ansichten abgebildet und spezifiziert werden. Die DIN-ISO 16792 gibt weitere Hilfestellung bei der Erzeugung von MBD-Modellen.
Mit ISO-GPS kann 3D-Geometrie eindeutig und widerspruchsfrei beschrieben werden. Zwar kann ISO-GPS auch auf 2D-Zeichnungen verwendet werden, aber erst durch die Verknüpfung (Semantik) der Spezifikationen mit 3D-Geometrie werden 3D-Modelle maschinenlesbar. Zum Beispiel können Anwendungen wie Mess- und Toleranzanalysesoftware die Angaben korrekt interpretieren. Durch diese wichtigen Vorteile für Folgeprozesse wird ISO-GPS für MBD-Modelle verwendet.

## Verwendung
Ein vollständiges MBD-Modell kann eine abgeleitete 2D-Zeichnung ersetzen und ermöglicht die Unterstützung aller Folgeprozesse wie Fertigung, Qualitätssicherung, Montage usw. der Produktentwicklung. Die Einbindung dieser Folgeprozesse wird oft als Model-Based Enterprise (MBE) bezeichnet.
Im MBE-Konzept löst das technische Datenpaket (TDP) die 2D-Zeichnung ab. Es sollte möglichst automatisch vom MBD-Modell abgeleitet werden können, alle benötigten Informationen beinhalten – optional auch das MBD-Modell selbst – und menschenlesbar sein.